# Ljubinje (gmina Veliko Gradište)
Ljubinje (cyr. Љубиње) – wieś w Serbii, w okręgu braniczewskim, w gminie Veliko Gradište. W 2011 roku liczyła 270 mieszkańców.